# ريكو ريسكي
ريكو ريسكي (بالفنلندية: Riku Riski) (16 أغسطس 1989 فنلندا - ) هو لاعب كرة قدم فنلندي، يلعب كلاعب وسط.

## وصلات خارجية
ريكو ريسكي على موقع الاتحاد الدولي (مؤرشف)  (الإنجليزية)
- ريكو ريسكي على موقع الاتحاد الأوربي (الإنجليزية)
- ريكو ريسكي على موقع قاعدة بيانات كرة القدم.إي يو (الإنجليزية)
- ريكو ريسكي على موقع ناشيونال فوتبول تيمز (الإنجليزية)
- ريكو ريسكي على موقع Soccerway.com (الإنجليزية)
- ريكو ريسكي على موقع عالم كرة القدم.نت (الإنجليزية)